# 兰甘亨大学
蓝康恒大学是泰国的一所实施成人教育的大学，得名于创立泰语字母、素可泰王國帕鑾王朝的泰国君主兰甘亨。学校成立于1971年，大学里共有两个校区，均在曼谷。

## 历史沿革
兰甘亨大学于1971年成立，为亚洲第一所提供成人教育课程的大学。泰国教育电视台成立后，兰甘亨大学与素可泰开放大学等开放大学开始通过此电视播出教育课程节目。

## 著名校友
- 泰貢·康恰（Pop）
- 山提拉·君諾帕吉（Ben）
- 薩米·考威爾（Sammy）
- 米克·通拉亞（Mik）
- 梅拉達·蘇斯麗（Bow）
- 娜拉·帖努啪（Nara）
- 永瓦蕾·安尼柏爾（Fah）